# Lasioglossum hemicyaneum
Lasioglossum hemicyaneum là một loài Hymenoptera trong họ Halictidae. Loài này được Benoist mô tả khoa học năm 1944.